# 欹器
欹器，亦稱攲器、歌器，為一種中國古代鲁国发明的灌溉用汲水器。當它空著的時候是略微傾斜的，液體裝進一定量后它就會竖立起來，而在完全裝滿後便會傾倒，使液體随之倒出，随后恢复原状，周而复始。相傳齊桓公總會在座位右侧放置欹器來警惕自己不可驕傲自滿，是为座右铭之原型。在齊桓公逝世後，許多人爭相效仿，但因欹器製作不易，後人多在金屬器物上刻上銘文放於座位右側代替之。
|                    | 孔子观于周庙，有欹器焉。孔子问于守庙者曰：“此谓何器也？”对曰：“此盖为宥坐之器。”孔子曰：“闻宥坐器满则覆，虚则欹，中则正，有之乎？”对曰：“然。”孔子使子路取水试之，满则覆，中则正，虚则欹。孔子喟然叹曰：“呜呼！恶有满而不覆哉！” |
| ——《韩诗外传》卷三 | |